# Ревакович Михайло
о. Михайло Ревакович (16 вересня 1861, Волосянка, нині Сколівський район Львівської області — 6 травня 1950, там само) — український священик, громадський діяч, мисливець.

## Життєпис

### Навчання та душпастирське служіння
Народився у великій багатодітній сім'ї пароха Волосянки о. Івана Реваковича (1814—1896?). Вивчав богослов'я у Віденській центральній греко-католицькій семінарії (1880—1884). Священичі свячення отримав 1888 р. і того ж року був призначений адміністратором парафії в селі Коростів Стрийського деканату (1888—1892). 1892 р. призначений на сотрудника в родинне село Волосянку, а після смерті пароха (його батька — о. Івана Реваковича), став парохом і душпастирював на цій парафії аж до кінця життя. Перед свяченнями одружився з Ольгою Охримович (пом. 1919). У 1897—1898 та 1903—1904 рр. опікувався парафією села Хащованя. Окрім праці парафіяльної виконував також адміністративні обов'язки у Львівській архієпархії: в 1901—1904 рр. був віце-деканом Сколівського, у 1913 р. — віце-деканом Тухлянського деканату.

### Культурно-просвітницька і господарська діяльність
Михаило Ревакович окрім духовної роботи заснував i підтримував у своїй парафії позичкову касу, церковний хор села.
Дбав про свою господарку мав безліч птиці, чотири пари заглядних волів. Як «ішла його худоба, то здавалося, що це величезне стадо», так розповідають старожили села.
Весь свій вільний від душпастирства час отець присвячував мисливству. Про нього, як славного мисливця, писав свого часу у «Свободі» Володимир Лучаківський. Мав у своєму великому на ціле село будинку чудові ловецькі трофеї: роги, ведмежі та лисячі шкури. Чужі мисливці nf знать з'їзджалися до нього, щоб оглянути експонати, які він виставляв на першій світовій мисливській виставці у Відні 1915 року i за які дістав тоді високе мисливське відзначення.
В. Лучаківський пише, що прізвище Михайла Реваковича було настільки відоме в закордонних мисливських колах, що коли німці організовували другу світову виставку в Берліні 1937 року, то Михайло Ревакович отримав персональне запрошення. Багато років о. Михайло залишався сліпим. Ревакович був великим знавцем мисливської справи — куншту, знавцем природи й звірини, добре розумівся на зброї. Мисливці з-за кордону листувалися з ним. Редакції закордонних журналів просили в нього статей i опису мисливських пригод, а одне німецьке видавництво хотіло купити у нього спомини, щоб видати ix друком у перекладі, пропонуючи йому високий гонорар. Але о. Михайло Ревакович відмовив, бо вирішив свої спогади залишити для українських мисливців.
Покинутий всіма, жив ще в часах після Другої світової війни на napафiї у своїй Волосянцї, де помер й 6 травня 1950 року та похований біля свого батька і родини на цвинтарі, відразу за Церквою Св. Євхаристії — пам'ятки сакральної архітектури з 1804 року.